# 버바 왓슨

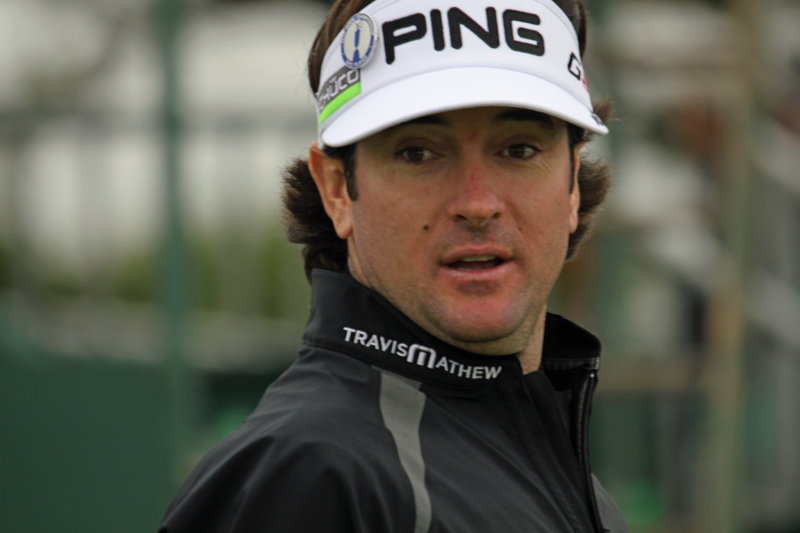
버바 왓슨 (2012년)

제리 레스터 왓슨 주니어(영어: Gerry Lester Watson, Jr., 1978년 11월 5일 ~ )는 버바 왓슨(영어: Bubba Watson)이라는 이름으로 잘 알려진 미국의 골프 선수이다.